# Aeschynomene simulans
Aeschynomene simulans är en ärtväxtart som beskrevs av Joseph Nelson Rose. Aeschynomene simulans ingår i släktet Aeschynomene och familjen ärtväxter. Inga underarter finns listade i Catalogue of Life.